# Dolinki Jurajskie
Dolinki Jurajskie (PLH120005) – projektowany specjalny obszar ochrony siedlisk, aktualnie obszar mający znaczenie dla Wspólnoty, obejmujący 11 enklaw znajdujących się na terenie Parku Krajobrazowego Dolinki Krakowskie, o łącznej powierzchni 886,51 ha.
Na terenie obszaru „Dolinki Jurajskie” znajduje się 5 rezerwatów przyrody: Dolina Kluczwody, Wąwóz Bolechowicki, Dolina Szklarki, Dolina Racławki i Dolina Eliaszówki.

## Typy siedlisk przyrodniczych
W obszarze podlegają ochronie następujące typy siedlisk z załącznika I dyrektywy siedliskowej:
- murawy kserotermiczne
- łąki świeże
- źródliska wapienne ze zbiorowiskami ze związku Cratoneurion commutati
- torfowiska zasadowe
- rumowiska wapienne
- wapienne ściany skalne
- jaskinie nieudostępnione do zwiedzania
- buczyna kwaśna niżowa (Luzulo pilosae-Fagetum)
- żyzna buczyna karpacka (Dentario glandulosae-Fagetum)
- buczyna storczykowa (Cephalanthero-Fagenion)
- grąd (Tilio-Carpinetum)
- jaworzyny

## Fauna i flora
Występują tu następujące gatunki z załącznika II:
- podkowiec mały (Rhinolophus hipposideros)
- nocek łydkowłosy (Myotis dasycneme)
- nocek orzęsiony (Myotis emarginatus)
- nocek Bechsteina (Myotis bechsteini)
- nocek duży (Myotis myotis)
- traszka grzebieniasta (Triturus cristatus)
- kumak nizinny (Bombina bombina)
- obuwik pospolity (Cypripedium calceolus)

Dodatkowo, występują tu bardzo liczne gatunki roślin objętych ochroną gatunkową, m.in.:
- tojad mołdawski (Aconitum moldavicum)
- orlik pospolity (Aquilegia vulgaris)
- parzydło leśne (Aruncus dioicus)
- kopytnik pospolity (Asarum europaeum)
- pokrzyk wilcza jagoda (Atropa belladonna)
- dziewięćsił bezłodygowy (Carlina acaulis)
- centuria pospolita (Centaurium erythraea)
- buławnik wielkokwiatowy (Cephalanthera damasonium)
- buławnik mieczolistny (Cephalanthera longifolia)
- buławnik czerwony (Cephalanthera rubra)
- wiśnia karłowata (Cerasus fruticosa)
- konwalia majowa (Convallaria majalis)
- żłobik koralowy (Corallorhiza trifida)
- kukułka bzowa (Dactylorhiza sambucina)
- wawrzynek wilczełyko (Daphne mezereum)
- naparstnica zwyczajna (Digitalis grandiflora)
- kruszczyk rdzawoczerwony (Epipactis atrorubens)
- kruszczyk szerokolistny (Epipactis helleborine)
- kruszczyk siny (Epipactis purpurata)
- skrzyp olbrzymi (Equisetum telmateia)
- kruszyna pospolita (Frangula alnus)
- śnieżyczka przebiśnieg (Galanthus nivalis)
- przytulia wonna (Galium odoratum)
- goryczka krzyżowa (Gentiana cruciata)
- goryczuszka orzęsiona (Gentianella ciliata)
- bluszcz pospolity (Hedera helix)
- przylaszczka pospolita (Hepatica nobilis)
- rojownik pospolity (Jovibarba sobolifera)
- lilia złotogłów (Lilium martagon)
- listera jajowata (Listera ovata)
- widłak goździsty (Lycopodium clavatum)
- gnieźnik leśny (Neottia nidus-avis)
- śniedek baldaszkowaty (Ornithogalum umbellatum)
- podkolan biały (Platanthera bifolia)
- paprotka zwyczajna (Polypodium vulgare)
- pierwiosnek wyniosły (Primula elatior)
- pierwiosnek lekarski (Primula veris)
- skalnica gronkowa (Saxifraga paniculata)
- kalina koralowa (Viburnum opulus)